# Mundo de Aventuras (álbum)
Mundo de Aventuras é o terceiro álbum de estúdio da banda portuguesa Ban.

 Foi lançado em 1991 pela editora EMI.
 Destacam-se os temas "Mundo De Aventuras", "Rosa, Flor", "Segredo" ou "Euforia" ou "Pá-rá-rá", músicas que viriam a integrar a compilação de 1994 Num Filme Sempre Pop.
No início, o tema "Mundo De Aventuras" inclui um pequeno excerto acelerado do início do tema "Suave", incluído no álbum anterior Música Concreta.

## Faixas
1. "Intro" 0:25
2. "Rosa, Flor" 3:52
3. "Segredo" 3:47
4. "Pá-rá-rá" 3:39
5. "Contemplar" 4:34
6. "Mal De Sol" 4:14
7. "Mundo De Aventuras" 4:23
8. "Pequeno Amor" 4:14
9. "Doce Odiar" 4:14
10. "Displicente" 4:07
11. "Num Barco Branco" 4:40
12. "Regresso" 4:10
13. "Solitária" 4:52